# Neotrygon kuhlii
Neotrygon kuhlii е вид скат от семейство Dasyatidae.

## Разпространение и местообитание
Видът е разпространен в Австралия, Американска Самоа, Вануату, Виетнам, Гуам, Йемен, Индия, Индонезия, Камбоджа, Китай, Мавриций, Мадагаскар, Малайзия, Мианмар, Микронезия, Мозамбик, Нова Каледония, Острови Кук, Палау, Папуа Нова Гвинея, Провинции в КНР, Самоа, Северни Мариански острови, Сомалия, Тайван, Тайланд, Танзания, Тонга, Филипини, Хонконг, Шри Ланка, Южна Африка и Япония (Бонински острови).
Обитава крайбрежията и пясъчните дъна на океани, морета, лагуни и рифове в райони с тропически климат. Среща се на дълбочина от 1 до 168,5 m, при температура на водата от 22,2 до 28,8 °C и соленост 33,4 – 37,8 ‰.

## Описание
На дължина достигат до 70 cm.